# NGC 7498
NGC 7498 is een spiraalvormig sterrenstelsel in het sterrenbeeld Waterman. Het hemelobject werd op 24 september 1864 ontdekt door de Duitse astronoom Albert Marth.

## Synoniemen
- ESO 535-6
- MCG -4-54-8
- PGC 70590